# フランス語から英語への借用
フランス語から英語への借用（フランスごからえいごへのしゃくよう）とは、フランス語から英語に入った借用語や翻訳借用のことである。1066年のノルマン・コンクエストによって、ノルマン人の話していた中世フランス語（ノルマンフレンチ）がイングランドの貴族の公用語となり、その後13世紀が流入の絶頂期だった。その後も現代に至るまで流入が見られる。本来英語はゲルマン語であるが、現在の英語の全語彙の45％がフランス語由来という推計もあり、その数は膨大なものになる。日常語彙から学術語彙、専門語彙まで幅広くある。
また、中世のフランスはゲルマン系民族であるフランク人やバイキングから度々侵略を受けたため古フランス語やノルマン語にもゲルマン系言語からの借用語が存在した。そのため、古フランス語やノルマン語から英語に入った借用語の中にも、英語の本来語と起源を同じくする二重語が存在する。ほかにも、古フランス語とノルマン語の方言差による綴りの違いから生まれた二重語も存在している(guaranteeとwarranty, guardianとwardenなど)。

## 自然
- forest(森)
- mountain(山)
- river(川)
- flower(花)
- ocean(海)
- basin(盆地)
- plain(平原、平野)
- plateau(高原)
- garden(庭、花壇)
- fruit(果物、実)

## 軍事
- war(戦争)
- harness(馬具、鎧)
- lance(槍)
- border(国境)
- group(集団)
- helmet(ヘルメット)
- target(目標)
- battle(戦い)
- trench(塹壕)
- troop(軍の一団)
- armour(鎧)
- army(軍)
- warden(監視者、見張り役)
- warrior(戦士)
- treaty(条約)
- pact(条約、協定)
- force(兵力、戦力)

## 政治・法律
- court(法廷、裁判所)
- council(議会)
- opinion(意見)
- state(国家)
- politics(政治学)
- region(地域)
- assembly(集会)
- politician(政治家)
- liberty(自由)
- security(安全保障)
- crime(犯罪)
- committee(委員会)
- police(警察)
- order(秩序、命令)
- obligation(義務)
- country(国)
- county(郡)
- policy(政策)
- mayor(市長)
- candidate(選挙立候補者)
- punishment(処罰)
- legislature(議会、国会)
- force(権威)
- power(権力)
- enforcement(施行)
- conference(会議)
- jail(監獄)
- sentence(宣告、刑罰)

## 一般動詞
- wait(待つ)
- guide(案内する)
- guard(見張る、警備する)
- use(使う)
- try(試す)
- catch(掴む)
- push(押す)
- move(動く)
- stay(留まる)
- chase(追う)
- harass(嫌がらせをする)
- haunt(つきまとう)
- finish(終える)
- polish(磨く)
- pass(通り過ぎる、通過する)

## 感情・感覚
- fine(元気な)
- afraid(怖がった)
- devastated(打ちのめされた)
- depressed(陰鬱な、塞ぎ込んだ)
- jolly(楽しい、愉快な)
- delighted(喜びに満ちた)
- regret(後悔する)
- blue(陰鬱な)
- desire(欲望)
- anxious(心配な)
- despair(絶望)
- confident(自信のある)

## 果物
- fruit(果物)
- orange(オレンジ)
- grape(葡萄)
- melon(メロン)
- lemon(レモン)
- cherry(さくらんぼ)
- peach(桃)

## 人・動物
- human(人間)
- person(人)
- people(人々)
- male(オスの、男性の)
- female(メスの、女性の)
- cattle(畜牛)
- lion(ライオン)
- elephant(象)
- salmon(鮭)
- squirrel(リス)
- pigeon(鳩)

## 学問
- study(学問、勉強)
- pen(ペン)
- note(メモ、備忘録)
- experiment(実験)
- science(科学)
- language(言語)
- mathematics(数学)
- society(学会)

## 機械
- machine(機械)
- equipment(装備、備品、装置)
- maintenance(整備、維持)
- manufacture(大規模製造)
- system(仕組み)
- production(生産)

## 食肉
- beef(牛肉)
- mutton(羊肉)
- pork(豚肉)

## 野菜
- onion(玉ねぎ)
- lettuce(レタス)
- basil(バジル)
- celery(セロリ)
- cucumber(きゅうり)
- cabbage(キャベツ)
- carrot(にんじん)
- mushroom(マッシュルーム)
- spinach(ほうれん草)
- herb(ハーブ、香草)

## 料理法
- grill(直火で焼く)
- boil(茹でる)
- roast(燻す)
- fry(油で揚げる、炒める)
- stew(煮込む)

## 交通・輸送
- car(車)
- traffic(交通)
- bus(バス)
- queue(列)
- congestion(渋滞、混雑)
- park(公園)
- terrain(地形)
- train(電車)
- track(線路)
- truck(トラック)
- ticket(チケット)
- pedestrian(歩行者)

## 時間
- hour(時間、60分)
- minute(分)
- second(秒)
- future(未来)
- present(現在)
- decade(10年)

## 一般形容詞
- easy(簡単な、易しい)
- difficult(難しい)
- different(違う)
- large(広い、大きい)
- clear(くっきりとした、澄んだ)
- blue(青の)
- round(丸い)
- blond(e)(金色の)